# Trichocentrum splendidum
Espèce
Classification phylogénétique
Trichocentrum splendidum est une espèce de plantes à fleurs de la familles des orchidaceae (les orchidées) et du genre Trichocentrum. Cette espèce est endémique du Honduras et du Guatemala

## Synonymes
Selon NCBI :
- Trichocentrum splendidum (A.Rich. ex Duch.) M.W.Chase & N.H.Williams
- Lophiaris splendida (A.Rich. ex Duch.) Christenson
- Lophiarella splendida (A.Rich. ex Duch.) Carnevali & Cetzal
- Lophiarella sp.

## Orangerie du jardin du Luxembourg
L'Orangerie du Jardin du Luxembourg de Paris détient un certain nombre de spécimens depuis de nombreuses années. Trichocentrum splendidum, ainsi qu'un certain nombre d'autres espèces détenues par l'Orangerie, sont périodiquement présentées et exposées à la visite du public.

## Galerie

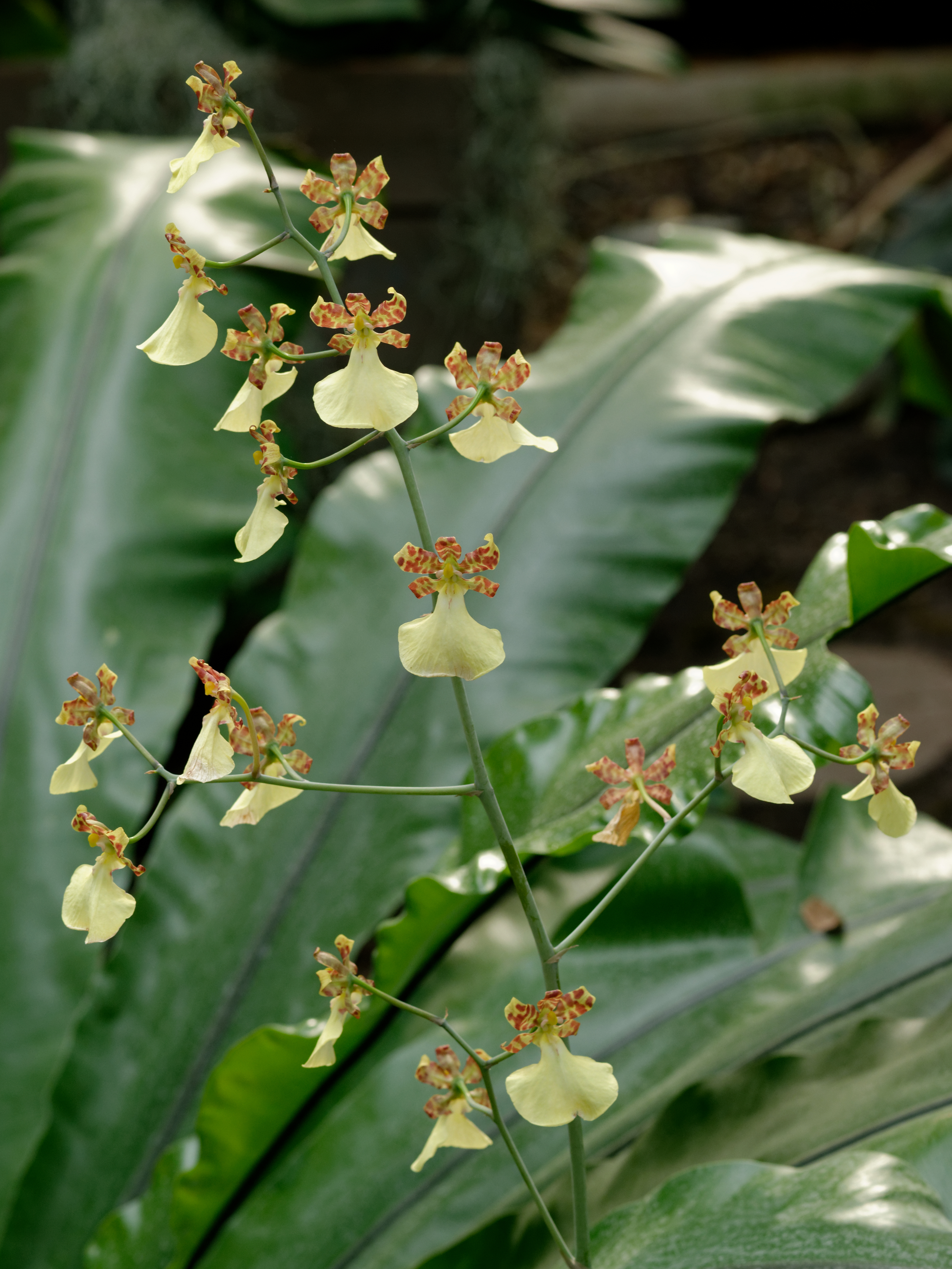
Inflorescence
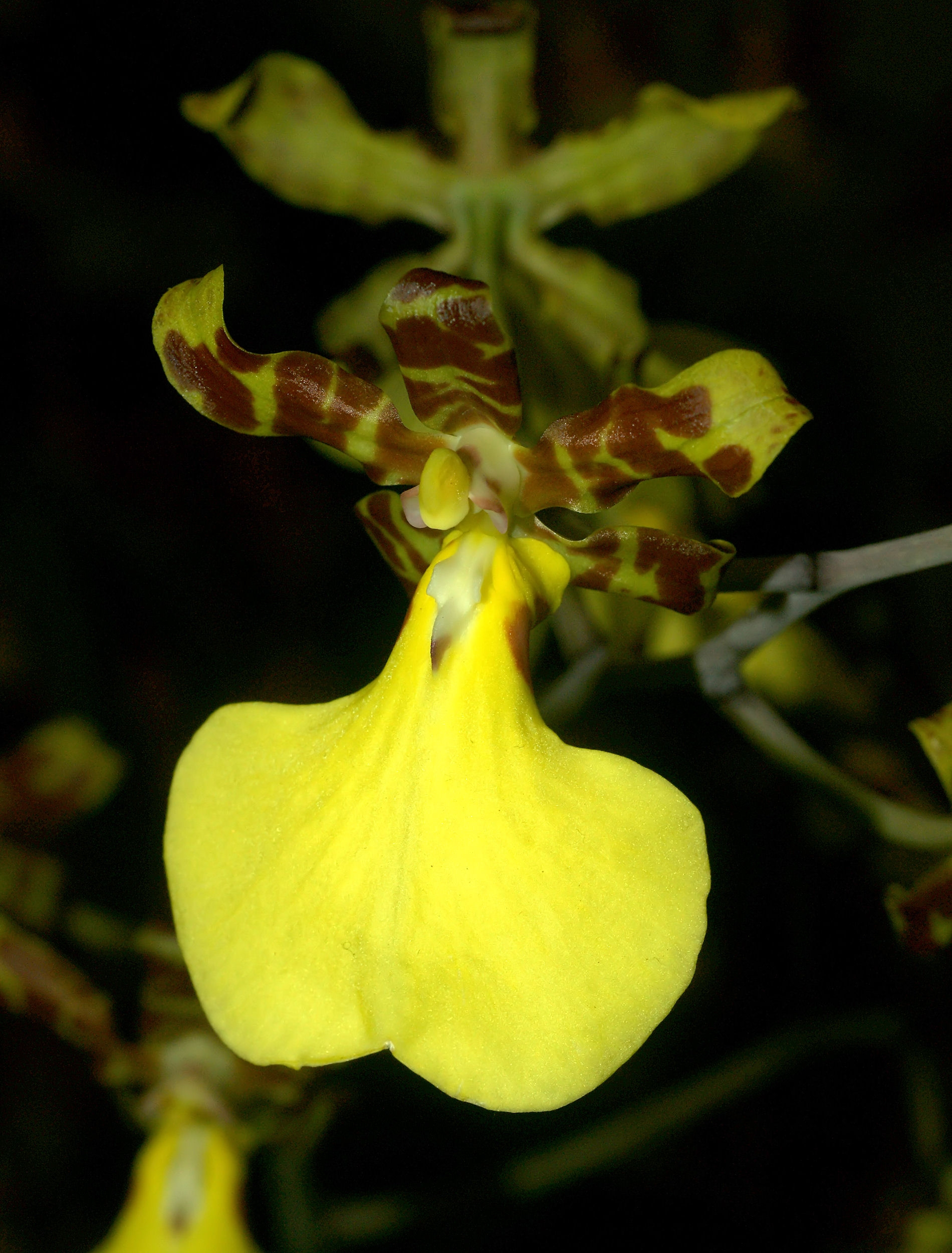
Fleur
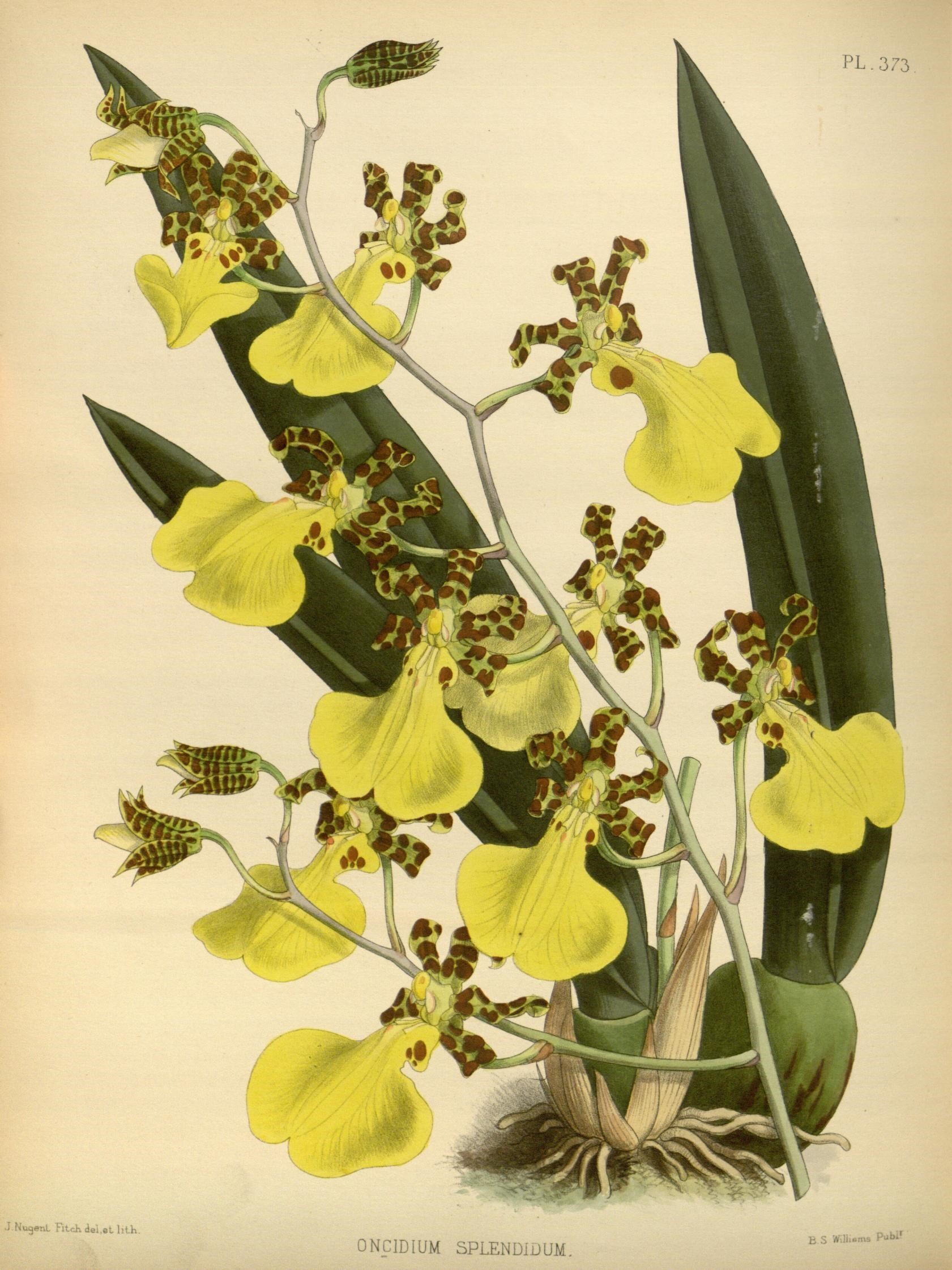
Illustration botanique